# Pfarrkirche Morzg

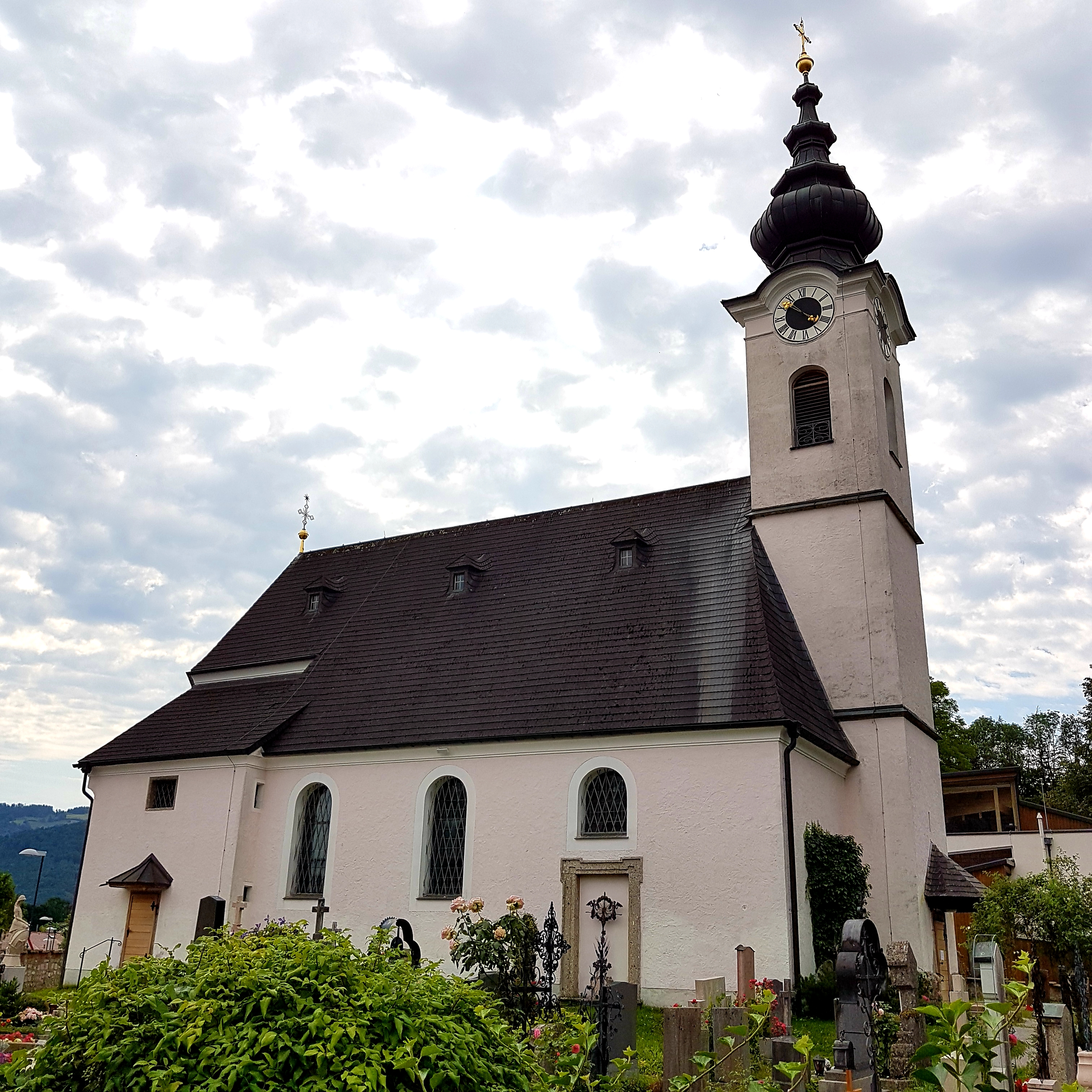
Nordseite mit Sakristei

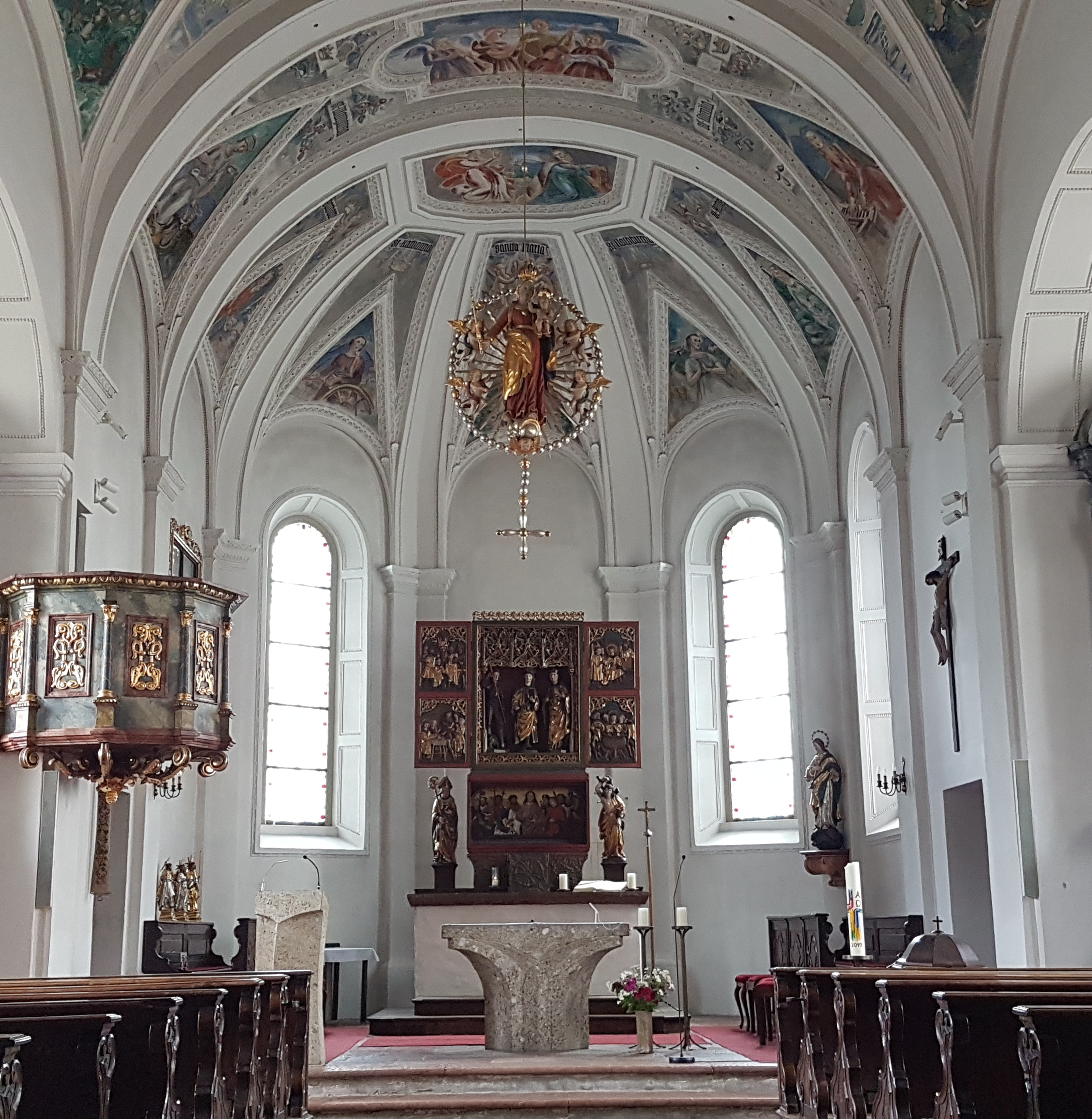
Presbyterium mit Hochaltar

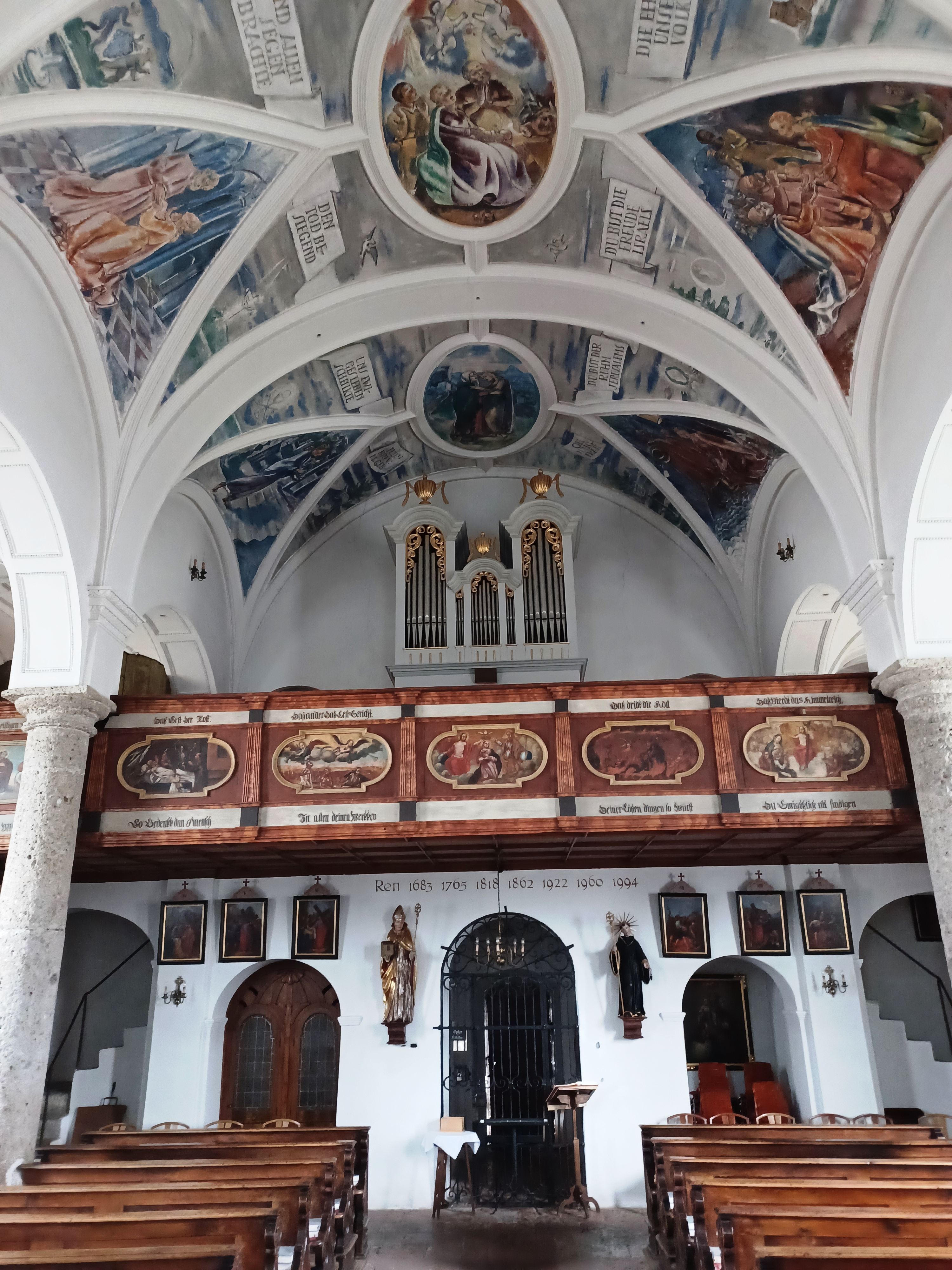
Dummel-Orgel, 1839

Die Pfarrkirche Morzg oder Pfarrkirche zum heiligen Vitus ist eine römisch-katholische Stadtpfarrkirche im Salzburger Stadtteil Morzg. Der Kirchbau und der ihn umgebende alte Friedhof stehen unter Denkmalschutz.

## Baugeschichte
Die Morzger Kirche wird erstmals in einer auf 1139 datierten, allerdings gefälschten Urkunde erwähnt. Mit der Kirchweihe, von der dort die Rede ist, ist wohl die Weihe nach einer Kirchenerweiterung gemeint. Das Patrozinium des heiligen Vitus und die leicht erhöhte Lage an einer Geländestufe sprechen für eine Errichtung im 9. Jahrhundert. Der in die Westmauer eingelassene mittelständige Turm wurde 1515 bis 1520 neu erbaut, wie eine Inschrift an der Südseite des Turms belegt. 1680 bis 1683 erfolgte – vermutlich unter Leitung des Hofarchitekten Giovanni Antonio Dario – der barocke Neubau des kompletten Kirchenschiffes. 1754 wurde ein barocker Zwiebelhelm auf den Turm aufgesetzt.

## Ausstattung
Das kostbarste Ausstattungsstück ist ein gotischer Hochaltar, der aus dem Vorgängerbau übernommen wurde – der einzige gotische Flügelaltar im Salzburger Stadtgebiet. Der Mittelschrein birgt Statuen dreier Heiliger: Georg, Vitus und Leonhard (von links nach rechts). Die geöffneten Außenflügel tragen Halbreliefs mit zweimal zwei Szenen aus dem Leben des heiligen Vitus. Die ursprünglich bei geschlossenen Außenflügeln sichtbaren Tafelbilder bilden heute die Rückseite des Mittelschreins. Dargestellt sind links die Himmelfahrt der Maria Magdalena und das Martyrium des heiligen Sebastian, rechts die heilige Ursula im Schiff und das Martyrium der Zehntausend.
Ebenso ungewöhnlich sind die 1922/1923 entstandenen Deckengemälde des Künstlers Anton Faistauer. In Szenen aus dem Marienleben (darunter Mariä Verkündigung, Mariä Heimsuchung und Christi Geburt) und in Darstellungen heiliger Frauen sind zahlreiche Verweise auf Salzburg zu erkennen, so Schloss Hellbrunn mit Monatsschlössl und Untersberg, der Mönchsberg, die Sigmund-Haffner-Gasse mit Rathaus, der Gaisberg, der Hellbrunner Berg mit Watzmann, Maria Plain, die Dreifaltigkeitskirche mit Kapuzinerberg, die Wälder um Morzg, ein Blick aus dem Stift Nonnberg, der Chor der Franziskanerkirche oder der Residenzplatz mit Hofbrunnen, Dom und Festung.